# Катастрофа Ил-14 под Сталинградом (1959)
Катастрофа Ил-14 под Сталинградом — авиационная катастрофа пассажирского самолёта Ил-14П компании Аэрофлот, произошедшая в воскресенье 18 января 1959 года близ Сталинграда, в результате которой погибли 25 человек.

## Самолёт
Ил-14П с заводским номером 146000701 и серийным 07-01 был выпущен заводом «Знамя Труда» (Москва) 28 июня 1956 года, после чего продан Главному управлению гражданского воздушного флота. Авиалайнер получил бортовой номер СССР-Л1863 и был направлен в 107-й (Бакинский) авиаотряд Азербайджанского территориального управления гражданского воздушного флота. В 1959 году, в связи с перерегистрацией, бортовой номер сменился на CCCP-41863. Всего на момент катастрофы самолёт имел наработку 3922 лётных часа.

## Экипаж
Экипаж из 107-го лётного отряда состоял из 5 человек:
- Командир (КВС) — Мандрыкин Иван Сергеевич
- Второй пилот — Мареев Ким Леонтьевич
- Бортмеханик — Ибрагимов Маггерам Мухтарович
- Бортрадист — Кауров Виталий Иванович
- Стюардесса — Пискунова Нелли Емельяновна

## Катастрофа
Самолёт выполнял пассажирский рейс 205 из Москвы в Баку с промежуточными посадками в Воронеже и Сталинграде. В 23:30 17 января он вылетел из аэропорта Внуково (Москва) и через полтора часа в 01:00 18 января совершил посадку в  аэропорту Воронежа. Здесь стоянка заняла 45 минут, после чего с 5 членами экипажа и 20 пассажирами на борту авиалайнер вылетел в Сталинград. Во время полёта в 02:07 экипаж получил прогноз погоды в аэропорту Гумрак (Сталинград), согласно которому над аэропортом стояла сплошная слоисто-дождевая и разорвано-дождевая облачность с нижней границей 250 метров, шёл снег, а видимость составляла 2 километра. В 02:25 борт 41863 вошёл в зону Сталинградского диспетчерского центра, находясь при этом над облаками. В 03:07 с самолёта доложили о входе в воздушную зону аэропорта на эшелоне 2400 метров между слоями облаков, после чего запросили подход и условия посадки. В ответ было дано разрешение выполнять подход на высоте 1200 метров и условия посадки. Аэропорт Гумрак имел систему посадки (ОСП) только с восточной стороны на посадочном курсе 243°. Однако в тот день дул северо-восточный ветер (60°), который для посадочного курса 243° являлся попутным, из-за чего посадка с восточной стороны становилась невозможной. В таких условиях экипаж должен был, следуя по прямоугольному маршруту и пробив облачность, снизиться до высоты 150 метров с выходом на курс 243°, после чего, выполнив четвёртый разворот и пройдя ДПРМ с БПРМ, выполнить визуальный заход на посадку по курсу 63° на полосу 24 левым кругом.
Когда экипаж доложил о занятии высоты 1200 метров, то диспетчер дал разрешение занимать высоту 900 метров, на что с самолёта доложили: Сию визуально. Вскоре было дано разрешение на занятие высоты 400 метров, выполнение которого экипаж также подтвердил. На запрос диспетчера о наблюдении торца полосы был дан отрицательный ответ. Далее с борта 41863 было доложено о прохождении ДПРМ на высоте 400 метров по курсу 153° и следовании ко второму развороту. Также последовательно экипаж докладывал о прохождении второго, третьего и четвёртого разворотов на высоте 400 метров. После получения доклада о выполнении четвёртого разворота руководитель полётов запросил о возможности визуального полёта, на что был дан утвердительный ответ. Но после этого связь с самолётом пропала. О прохождении ДПРМ также не было доложено. В 03:33 летящий по курсу 315° с правым креном 15—20° и тангажем 9—12° Ил-14 на скорости около 300 км/ч врезался в заснеженное поле в 4025 метрах от ДПРМ и примерно в 5000 метрах от торца полосы 24. Первой в землю врезалась правая плоскость, которая от удара разрушилась, после чего авиалайнер перевернулся, при этом оторвало хвостовую часть. Обломки разбросало на протяжении 300—350 метров, пожара при этом не возникло, однако все 25 человек на борту погибли.

## Расследование
С самого начала был отмечен странный характер катастрофы: выполняя визуальный полёт, самолёт между четвёртым разворотом и ДПРМ начал сильно уклоняться вправо, словно экипаж им не управлял. В это время стояла сплошная слоисто-дождевая и разорвано-дождевая облачность высотой 163 метра, дымка, а видимость достигала 4 километров, то есть погодные условия при имеющейся подготовке экипажа не могли привести к катастрофе. Также было установлено, что на самолёт было продано 19 билетов, но на борту находился и один безбилетный пассажир. Помимо этого, одной из пассажирок, которая следовала из Москвы в Баку, в аэропорт Сталинграда была отправлена телеграмма с подозрительным текстом: В Москве все здоровы, считаю целесообразным вернуться поездом. На основании этого рассматривалась версия о нападении на экипаж. Однако найденный на месте катастрофы пистолет командира был обнаружен с полным боекомплектом. Изучение обломков при этом показало, что двигатели в момент удара о землю работали, а самолёт был управляем.
Когда было начато изучение тел членов экипажа, то на левом бедре командира Мандрыкина была найдена круглая рана глубиной 5 сантиметров, имеющая ожог по краям. Судмедэкспертиза поначалу сделала вывод, что рана появилась в результате поражения электрическим током, хотя и не смогла определить, была рана нанесена до смерти или после. Однако более тщательный осмотр обломков авиалайнера позволил обнаружить пять круглых пробоин диаметром 10 и 35 миллиметров, которые располагались в обшивке и перегородке пилотской кабины, а также в левом щитке центрального пульта управления моторами. Комиссией было отмечено, что в период с 3 до 5 часов утра в районе посёлка Гумрак, что находился вблизи места катастрофы, одна из воинских частей проводила стрельбы. Помимо этого, в течение последующих трёх месяцев от командиров экипажей различных самолётов поступило около десятка рапортов, что при выполнении захода на посадку с западной стороны на участке от четвёртого разворота до ДПРМ, когда самолёты пролетали над военным полигоном, то в опасной близости от них наблюдались трассирующие очереди и разрывы боеприпасов. В апреле была проведена эксгумация тела командира экипажа Мандрыкина, при повторном осмотре которого в левом бедре в районе зоны ожога были найдены мелкие металлические осколки, а также цилиндрическая металлическая деталь размером 11×5 миллиметров. Таким образом, вывод, что рана была получена из-за поражения электрическим током, оказался отвергнут.
Комиссия приняла решение провести экспертизу, которая бы доказала, что обнаруженные в теле командира металлические объекты оказались пулей, которая была выпущена из огнестрельного оружия. На основании этих данных можно было ходатайствовать перед Министерством обороны, чтобы военный полигон в районе прямоугольного маршрута захода на посадку с курсом 243° был закрыт, так как на нём регулярно и днём и ночью проводили стрельбы из пулемётно-винтовочного и артиллерийского оружия, в результате которых создавалась явная угроза целостности пролетающих над полигоном авиалайнеров. Однако никакого окончательного вывода комиссия так и не сделала, тем самым официально не установив причину катастрофы.